# Dschungel Wien

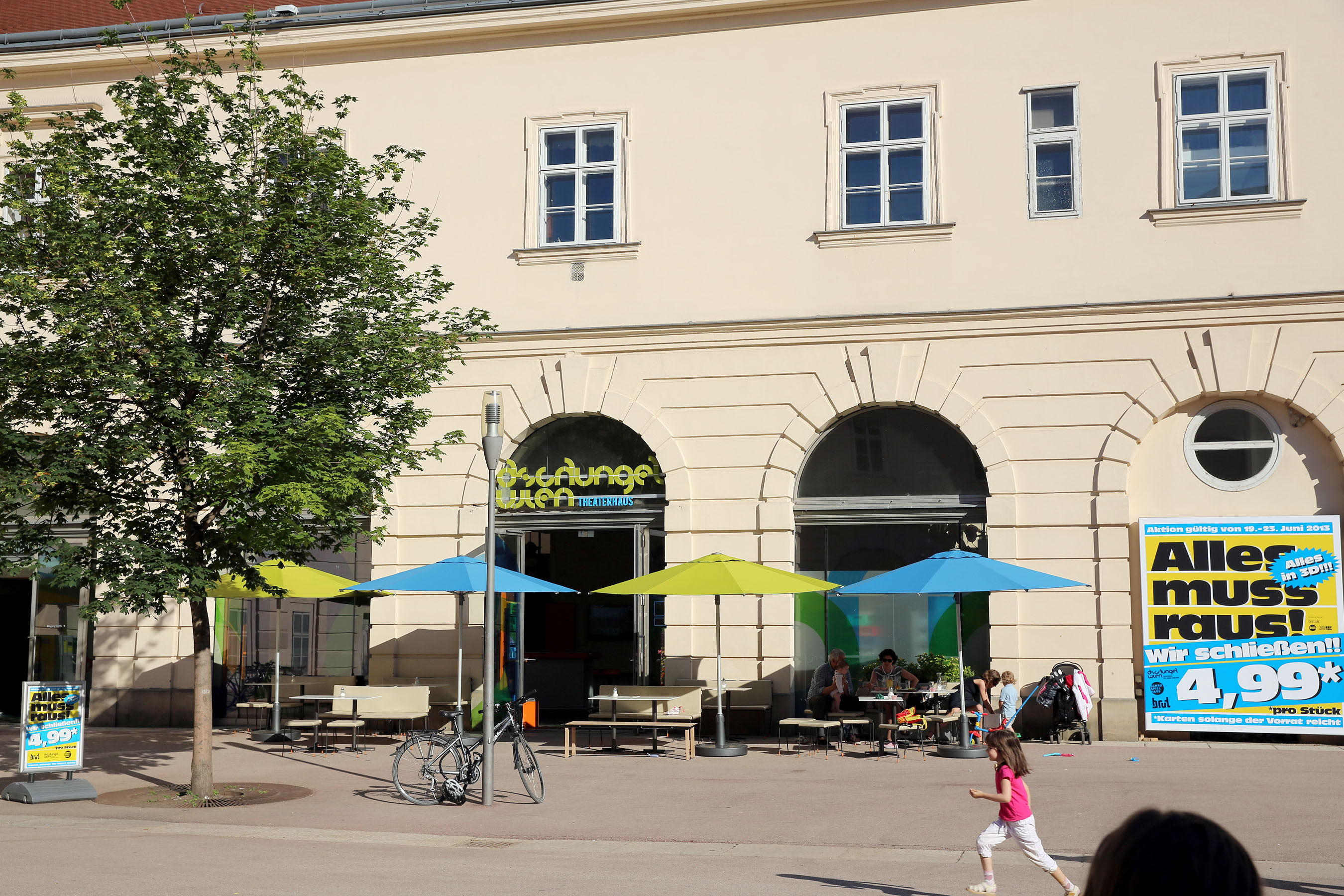
Dschungel Wien im MuseumsQuartier

Dschungel Wien Theaterhaus für junges Publikum ist ein 2004 gegründetes Kinder- und Jugendtheater im MuseumsQuartier in Wien-Neubau. Es ist ein Koproduktionshaus für darstellende Kunst für junges Publikum. 

## Geschichte und künstlerische Ausrichtung
Dschungel Wien entstand aus dem Wunsch, der freien Theaterszene mehr Raum und Sichtbarkeit, aber auch mehr finanzielle Sicherheit zu geben. Es gilt als Vorzeigeprojekt für die freie Theaterszene.
Es wurde von der Stadt Wien in den Räumlichkeiten des ehemaligen Residenzkinos eingerichtet und verfügt auf einer Fläche von 1000 m2 über drei Bühnen. Das Theater wurde am 1. Oktober 2004 eröffnet, erster künstlerischer Leiter war Stephan Rabl. In einer Spielzeit präsentiert das Theater auf drei Bühnen 60 Produktionen für Kinder, Jugendliche und junge Erwachsene. Jährlich zieht das vielfältige Programm rund 50.000 Besucher an, die an über 800 Veranstaltungen teilnehmen, darunter Vorstellungen, Workshops und Theaterprojekte.
Dschungel Wien ist Mitglied bei der Assitej Austria, engagiert sich bei EU-Projekten und kooperiert mit Festivals wie ImPulsTanz oder Wien Modern.

## Programm
Das Programm richtet sich an Familien, Kinder, Jugendliche und junge Erwachsene und beinhaltet Tanz, Schauspiel, Performance, Figuren- und Musiktheater sowie Veranstaltungen für Austausch und Diskurs. Es besteht aus Eigenproduktionen, (inter-)nationalen Koproduktionen, Kooperationen mit der Wiener Szene sowie nationalen und internationalen Gastspielen. 
Die Formate Next Generation, MAGMA und die Digitale Bühne GL!TCH4 bieten Nachwuchsförderung und Teilhabe junger Kunstschaffender und Autoren. In ganzjährigen Theaterwerkstätten machen Kinder und Jugendliche mit Künstlern ihr Theater selbst.

## Künstlerische Leitung
- 2004–2016: Stephan Rabl
- 2016–2023: Corinne Eckenstein
- Seit Juli 2023: Anna Horn[8]